# Mayfield (Marlborough)
Mayfield est une banlieue du nord du district central de la cité de Blenheim , dans la région de Marlborough dans le nord de l’Île du Sud de la Nouvelle-Zélande,.
Pollard Park et Lansdowne Park sont les deux plus importants parcs vers l’ouest et le nord de la banlieue et l'hyppodrome se trouve vers le nord-ouest.

## Démographie
La localité de Mayfield couvre Modèle:Nobré.
Elle avait une population estimée de 1 830 habitants en juin 2022 avec une densité de population de 1 253 personnes/km2.
Mayfield avait une population de 1 674 habitants lors du recensement de la population en Nouvelle-Zélande de 2018, en augmentation de 135 personnes (8,8 %) depuis le recensement de la population en Nouvelle-Zélande de 2013 et une augmentation de 204 personnes (13,9 %) depuis le recensement de la population en Nouvelle-Zélande de 2006.
Il y a 660 logements avec 852 hommes et 822 femmes, donnant un sexe-ratio de 1,04 homme pour une femme.
L’âge médian est de 38,2 ans (comparé avec les 37,4 ans au niveau national), avec 324 personnes (19,4 %) âgées de moins de 15 ans, 303 personnes (18,1 %) âgées de 15 à 29 ans, 768 personnes (45,9 %) âgées de 30 à 64 ans et 279 personnes (16,7 %) âgées de 65 ans ou plus.

L’ethnicité est pour 77,1 % européens/Pākehās, 20,3 % Maoris, 3,9 % de personnes venant du Pacifique, 10,4 % d’origine asiatique et 2,5 % d’une autre ethnicité (le total peut faire plus de 100 % dans la mesure où une personne peut s’identifier de multiples ethnicités en fonction de l'origine de ses parents).
La proportion de personnes nées outre-mer est de 19,4 %, comparée avec les 27,1 % au niveau national.
Bien que certaines personnes refusent de donner leur orientation religieuse lors des recensements, 52,0 % n’ont aucune religion, 31,4 % sont chrétiens, 2,2 % sont hindouistes, 0,2 % sont musulmans, 0,9 % sont bouddhistes et 4,3 % ont une autre religion.
Parmi ceux d’au moins 15 ans d’âge, 144 personnes (10,7 %) ont une licence ou un degré universitaire supérieur et 348 personnes (25,8 %) n’ont aucune qualification formelle.
Le revenu médian est de 29400 $, comparé avec les 31800 $ au niveau national.
Le statut d’emploi de ceux d’au moins 15 ans d’âge est pour 696 personnes (51,6 %): employées à plein temps, pour 222 personnes (16,4 %) sont à temps partiel et 54 personnes (4,0 %) sont sans emploi.

## Éducation
L’école de Mayfield est une école primaire, publique, mixte , allant des années 1 à 6, avec un effectif de 119 élèves en juin 2022).